# Fußball-Verbandspokal 2024/25
Über den Fußball-Verbandspokal 2024/25 wurden 22 Teilnehmer der 21 Landesverbände des DFB am DFB-Pokal 2025/26 ermittelt. Die Sieger der Verbandspokale waren zur Teilnahme an der ersten Runde des Wettbewerbs berechtigt. Die drei Landesverbände mit den meisten Herrenmannschaften im Spielbetrieb – Bayern, Niedersachsen und Westfalen – entsandten zusätzlich jeweils einen zweiten Teilnehmer. Somit qualifizierten sich 24 Amateurvereine für den nationalen Pokalwettbewerb, davon 22 über die Verbandspokale. Zweite Mannschaften von Vereinen und Kapitalgesellschaften durften nicht am DFB-Pokal teilnehmen.
In Niedersachsen qualifizierten sich die Sieger beider Pokalwettbewerbe für den DFB-Pokal. In Bayern qualifizierte sich die beste teilnahmeberechtigte Mannschaft der Regionalliga Bayern 2024/25, in Westfalen die beste teilnahmeberechtigte westfälische Mannschaft der Regionalliga West 2024/25 zusätzlich zum Sieger des Verbandspokals für die erste Hauptrunde des DFB-Pokals.
Erreichte ein Verbandspokalsieger einen der ersten vier Plätze der 3. Liga, rückte der unterlegene Finalist nach.

## Endspiele
Die Tabelle gibt eine Übersicht über die Verbandspokal-Endspiele der Saison 2024/25. Die Mannschaften, die sich für den DFB-Pokal qualifiziert hatten, sind fett dargestellt. 2025 fand der Finaltag der Amateure am 24. Mai statt. Das Finale des Amateurwettbewerbs im Niedersachsenpokal war nicht Teil des Finaltags und wurde nicht in den Livekonferenzen der ARD übertragen. Es sollte ursprünglich auch nicht am selben Tag stattfinden, sondern am 1. Mai. Ebenfalls nicht Teil des Finaltags der Amateure war das Endspiel des Westfalenpokals, da sich Finalist Arminia Bielefeld für das am selben Tag ausgetragene DFB-Pokalfinale qualifiziert hatte. Es fand stattdessen am 29. Mai statt.
| Verband                | Pokal                                                            | Termin                  | Austragungsort       | Stadion                     | 1. Finalist                     | Ergebnis              | 2. Finalist                  |
| ---------------------- | ---------------------------------------------------------------- | ----------------------- | -------------------- | --------------------------- | ------------------------------- | --------------------- | ---------------------------- |
| Baden                  | bfv-Rothaus-Pokal                                                | 24. Mai 2025, 14:30 Uhr | Eppingen             | HWH-Arena                   | GU/Türkischer SV Pforzheim (VL) | 0:4 (0:0)             | SV Sandhausen (3L)           |
| Bayern                 | Bayerischer Toto-Pokal (2024/25)                                 | 24. Mai 2025, 17:30 Uhr | Illertissen          | Vöhlinstadion               | FV Illertissen (RL)             | 1:0 (1:0)             | SpVgg Unterhaching (3L)      |
| Berlin                 | Cosy-Wasch Landespokal (2024/25)                                 | 24. Mai 2025, 12:30 Uhr | Berlin               | Mommsenstadion              | Eintracht Mahlsdorf (OL)        | 0:2 (0:1)             | BFC Dynamo (RL)              |
| Brandenburg            | Brandenburgischer Landespokal (2024/25)                          | 24. Mai 2025, 14:30 Uhr | Neuruppin            | Volksparkstadion            | VfB 1921 Krieschow (OL)         | 0:1 (0:1)             | RSV Eintracht 1949 (OL)      |
| Bremen                 | Lotto-Pokal Bremen                                               | 24. Mai 2025, 17:30 Uhr | Bremen               | Marko-Mock-Arena            | SV Hemelingen (OL)              | 1:0 (1:0)             | Bremer SV (RL)               |
| Hamburg                | Lotto-Pokal Hamburg                                              | 24. Mai 2025, 12:30 Uhr | Hamburg              | Stadion Hoheluft            | Eintracht Norderstedt (RL)      | 0:0 (5:4 i. E.)       | USC Paloma (OL)              |
| Hessen                 | Krombacher-Hessenpokal (2024/25)                                 | 24. Mai 2025, 17:30 Uhr | Frankfurt            | PSD Bank Arena              | KSV Hessen Kassel (RL)          | 1:1 (1:1) (4:5 i. E.) | SV Wehen Wiesbaden (3L)      |
| Mecklenburg-Vorpommern | Lübzer Pils Cup                                                  | 24. Mai 2025, 14:30 Uhr | Waren (Müritz)       | Müritz-Stadion              | SV Pastow (VL)                  | 0:7 (0:3)             | Hansa Rostock (3L)           |
| Mittelrhein            | Bitburger-Pokal (2024/25)                                        | 24. Mai 2025, 16:30 Uhr | Köln                 | Sportpark Höhenberg         | Alemannia Aachen (3L)           | 2:3 (2:1)             | Viktoria Köln (3L)           |
| Niederrhein            | Niederrheinpokal                                                 | 24. Mai 2025, 16:30 Uhr | Duisburg             | Schauinsland-Reisen-Arena   | MSV Duisburg (RL)               | 1:2 (1:1)             | Rot-Weiss Essen (3L)         |
| Niedersachsen          | Krombacher Niedersachsenpokal 3. Liga und Regionalliga (2024/25) | 24. Mai 2025, 12:30 Uhr | Osnabrück            | Bremer Brücke               | VfL Osnabrück (3L)              | 2:4 (2:2)             | Blau-Weiß Lohne (RL)         |
| Niedersachsen          | Krombacher Niedersachsenpokal Amateure (2024/25)                 | 24. Mai 2025, 18:00 Uhr | Rehden               | Sportplatz Waldsportstätten | BSV Rehden (OL)                 | 1:2 (1:0)             | SV Atlas Delmenhorst (OL)    |
| Rheinland              | Bitburger-Rheinlandpokal                                         | 24. Mai 2025, 12:30 Uhr | Koblenz              | Stadion Oberwerth           | FC Rot-Weiß Koblenz (OL)        | 0:2 (0:0)             | FV Engers 07 (OL)            |
| Saarland               | Sparkassenpokal Saar                                             | 24. Mai 2025, 17:30 Uhr | Saarbrücken          | Ludwigsparkstadion          | FC 08 Homburg (RL)              | 9:0 (1:0)             | FC Palatia Limbach (VL)      |
| Sachsen                | Wernesgrüner Sachsenpokal (2024/25)                              | 24. Mai 2025, 16:30 Uhr | Leipzig              | Bruno-Plache-Stadion        | 1. FC Lokomotive Leipzig (RL)   | 0:0 n. V. (6:5 i. E.) | FC Erzgebirge Aue (3L)       |
| Sachsen-Anhalt         | dachbleche24 Landespokal                                         | 24. Mai 2025, 14:30 Uhr | Halle (Saale)        | Leuna-Chemie-Stadion        | 1. FC Lok Stendal (VL)          | 0:1 (0:0)             | Hallescher FC (RL)           |
| Schleswig-Holstein     | SHFV-Lotto-Pokal (2024/25)                                       | 24. Mai 2025, 14:30 Uhr | Lübeck               | Stadion an der Lohmühle     | VfB Lübeck (RL)                 | 2:1 (2:0)             | Kaltenkirchener TS (VL)      |
| Südbaden               | SBFV-Rothaus-Pokal                                               | 24. Mai 2025, 14:30 Uhr | Freiburg im Breisgau | Dreisamstadion              | Bahlinger SC (RL)               | 0:0 n. V. (5:3 i. E.) | FC Auggen (VL)               |
| Südwest                | Bitburger Verbandspokal                                          | 24. Mai 2025, 12:30 Uhr | Weingarten (Pfalz)   | Arena Weingarten            | FK Pirmasens (OL)               | 2:1 (2:0)             | TSV Schott Mainz (OL)        |
| Thüringen              | Thüringen Pokal                                                  | 24. Mai 2025, 12:30 Uhr | Meuselwitz           | Bluechip-Arena              | FC An der Fahner Höhe (VL)      | 1:3 (0:1)             | ZFC Meuselwitz (RL)          |
| Westfalen              | Krombacher Westfalenpokal (2024/25)                              | 29. Mai 2025, 14:00 Uhr | Bielefeld            | SchücoArena                 | Arminia Bielefeld (3L)          | 2:0 (1:0)             | Sportfreunde Lotte (RL)      |
| Württemberg            | DB Regio-wfv-Pokal (2024/25)                                     | 24. Mai 2025, 14:30 Uhr | Stuttgart            | Gazi-Stadion auf der Waldau | TSG Balingen (OL)               | 0:2 (0:0)             | SG Sonnenhof Großaspach (OL) |

| Spielklassenzuordnung der gleichen Saison | Spielklassenzuordnung der gleichen Saison |
| ----------------------------------------- | ----------------------------------------- |
| (3L)                                      | 3. Liga                                   |
| (RL)                                      | Regionalliga (4. Liga)                    |
| (OL)                                      | Oberliga (5. Liga)                        |
| (VL)                                      | Verbandsliga (6. Liga)                    |